# كركند الكيب
كركند الكيب هو نوع من الكركند صغير يعيش في سواحل جنوب إفريقيا، من جزيرة داسن إلى هاغا هاغا. لم يُعرف سوى بضع عشرات من العينات، معظمها اجترت بواسطة أسماك الشعاب المرجانية. يعيش في الشعاب الصخرية، ويُعتقد أنه يضع بيضًا كبيرًا له طور يرقي من القشريات، أو يفقس مباشرة كحدث. ينمو هذا النوع بطول إجمالي يبلغ 10 سم (3.9 بوصة)، ويشبه كركند الأوروبي أو الأمريكي الصغير. تم تضمينه سابقًا في نفس الجنس، همار، على الرغم من أنه لا يرتبط ارتباطًا وثيقًا بهذه الأنواع، ويعتبر الآن أنه يشكل جنسًا أحاديًا منفصلًا - همار. أقرب أقاربها هم جنس ثايموبس وثيموبتيز.

## التوزيع والبيئة
يستوطن كركند الكيب في جنوب إفريقيا. يوجد من جزيرة داسن، الكيب الغربية في الغرب إلى هاغا هاغا، الكيب الشرقية في الشرق، بمدى 900 كيلومتر (560 ميل).  تم تجدد معظم العينات المعروفة عن طريق الأسماك التي تم صيدها على الشعاب المرجانية على عمق 20-40 مترًا (66-131 قدمًا). يشير هذا إلى أن كركند الكيب يسكن الركائز الصخرية، وقد يفسر ندرته الظاهرة، نظرًا لأن مثل هذه المناطق غير قابلة للتجريف أو الصيد بشباك الجر، وقد تكون الأنواع صغيرة جدًا بحيث لا يمكن الاحتفاظ بها بواسطة مصائد الكركند. 